# 16358 Plesetsk
16358 Plesetsk è un asteroide della fascia principale. Scoperto nel 1976, presenta un'orbita caratterizzata da un semiasse maggiore pari a 2,6949530 UA e da un'eccentricità di 0,1887634, inclinata di 13,52824° rispetto all'eclittica.